# Stazione di Castelnuovo di Garfagnana
La stazione di Castelnuovo di Garfagnana si trova in posizione baricentrica rispetto ai capolinea della ferrovia Lucca-Aulla, di cui rappresenta la principale località intermedia.

## Storia

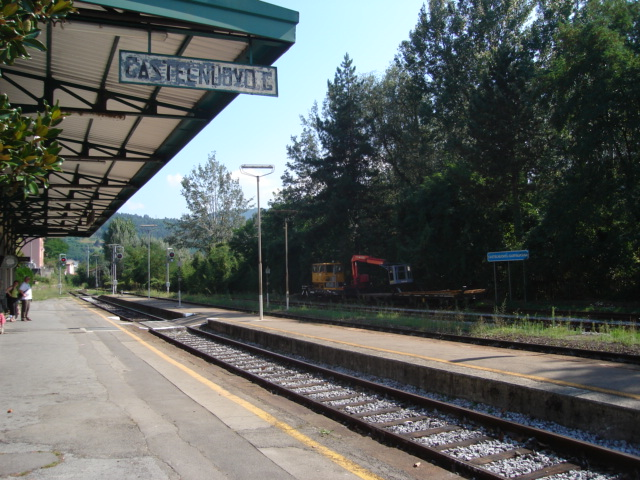
La stazione ad agosto 2007

Il 25 luglio 1911, dopo una lunga e complessa serie di lavori, la costruzione della ferrovia arrivò a toccare il comune di Castelnuovo.
Fin dall'inizio l'impianto ha rivestito un'importante funzione di scalo sia per le merci che per i passeggeri, grazie alla relativa popolosità del paese che per la presenza di alcune industrie (settori cartiero e lapideo), scuole, un ospedale ed alcune sedi istituzionali con competenza sul territorio Garfagnino.
Il 21 aprile 1940 la linea venne prolungata da Castelnuovo a Piazza al Serchio.
Cessati nel secolo scorso i servizi merci, l'impianto continua a svolgere un ruolo significativo per la mobilità locale.
In alcuni documenti d'epoca è menzionata semplicemente come "Castelnuovo".
Nel 2002 la stazione risultava impresenziata insieme ad altri 25 impianti situati sulla linea.

## Strutture e impianti

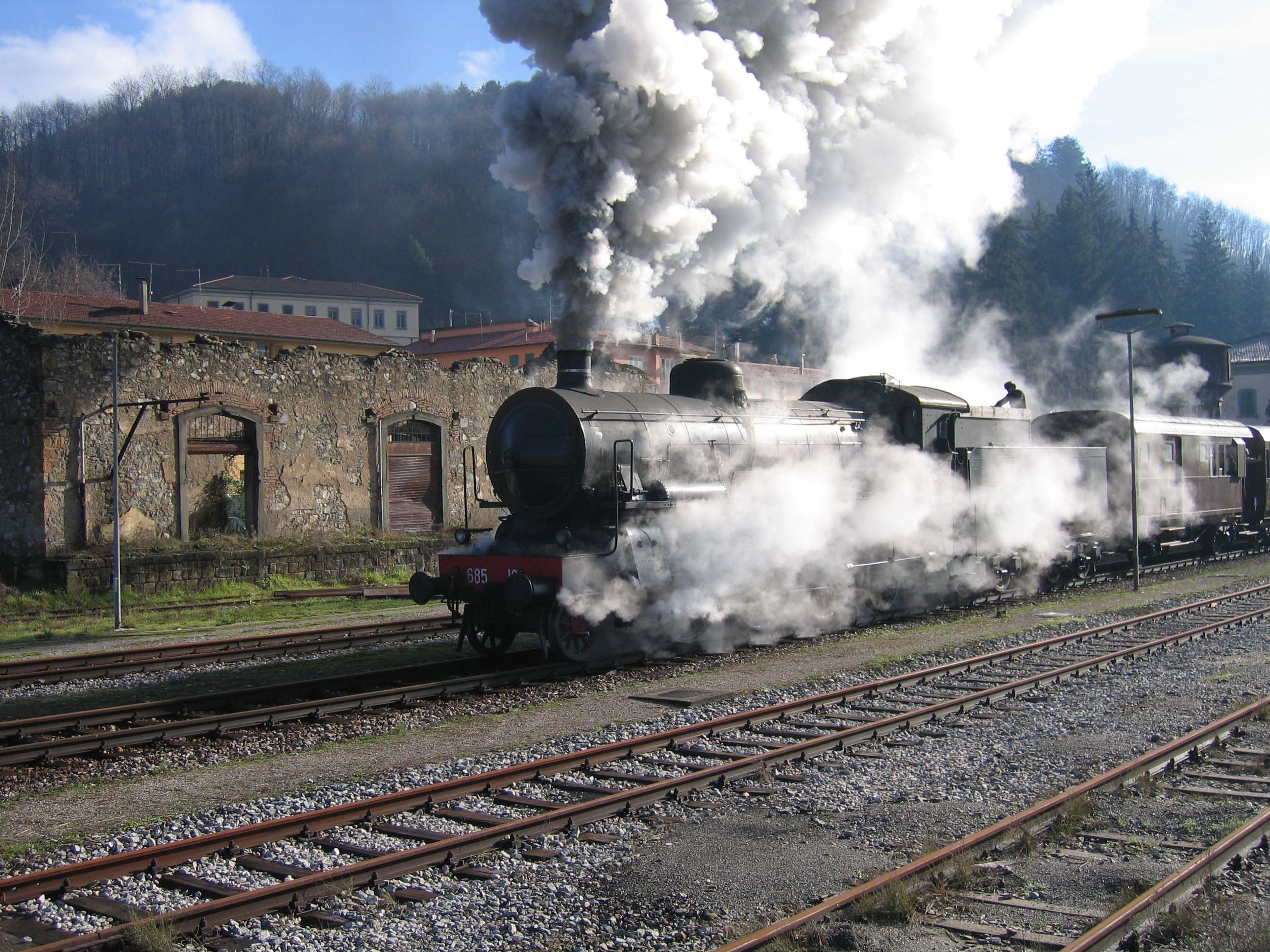
Treno storico a Castelnuovo Garfagnana. Si riconoscono sullo sfondo i resti della rimessa locomotive

La stazione dispone di 4 binari passanti, di cui 2 con marciapiede per il servizio viaggiatori, oltre ad un fascio merci saltuariamente utilizzato per il ricovero di treni-cantiere e di manutenzione o di treni speciali turistici.
Completavano l'impianto due rimesse locomotive, inutilizzate e fatiscenti. Una si trovava più interna alla stazione mentre un'altra era posta nei pressi di un casello e del passaggio a livello in direzione Aulla.

## Movimento
La stazione è servita dalle corse svolte da Trenitalia nell'ambito del contratto di servizio con la Regione Toscana, denominato anche "Memorario".

## Servizi
La stazione dispone dei seguenti servizi:
- Biglietteria automatica
- Biglietteria a sportello
- Bar
- Servizi igienici
- Sportello informazioni
- Sala d'attesa
- Ristorante

## Interscambi
- Stazione taxi
- Fermata autobus